# 蓝碧轩烈士公墓
蓝碧轩烈士公墓，又称蓝碧轩四烈士公墓，位于中国浙江省宁波市海曙区章水镇杖锡村鹿窠自然村屏风山脚，坐东向西，面对转头岩，三面筑有挡土墙，设有四个平台，分墓地、拜台、亭台、花坛，花坛左邻“四明山心”石刻，左面立有“杖锡乡扶贫济困基金捐款纪念碑”，蓝碧轩生前是浙东游击纵队第三支队第一大队大队长，1943年11月在余姚大俞战斗中牺牲，战后由当地村民将他与其他三名无名烈士一起掩埋在屏风岩下，1958年重新安葬在“四明山心”石刻旁，1997年重建烈士墓，2010年公布为鄞州区文物保护单位:389-390，2018年12月28日因行政区划调整公布为海曙区文物保护单位。